# Tomasz Opasiński
Tomasz Opasiński (ur. 1975 w Gdyni) – polski grafik komputerowy, obecnie zamieszkały w USA.
Specjalizuje się w komputerowej grafice wydawniczej i reklamowej. Dotychczas współpracował przy około 350 kampaniach filmowych bezpośrednio dla agencji reklamowych oraz jako niezależny konsultant. Projektuje nowoczesne plakaty kolażowe oraz materiały marketingowe.
Posiada certyfikat „Adobe Certified Expert”. W 2002 otrzymał nagrodę Photoshopworld Guru Award. Był uczestnikiem, finalistą oraz jurorem wielu krajowych i międzynarodowych konkursów, m.in. Young Creatives Cannes Lions Contest (Warszawa), The Hollywood Reporter Annual Key Art Awards (Hollywood) czy Golden Trailer Awards (Nowy Jork, Los Angeles).